# Euphorbia uzmuk
Euphorbia uzmuk là một loài thực vật có hoa trong họ Đại kích. Loài này được S.Carter & J.R.I.Wood mô tả khoa học đầu tiên năm 1982.
Các mẫu vật được nhân giống nhân tạo của các giống Euphorbia trigona , các mẫu vật được nhân giống nhân tạo của các giống đột biến mào, hình quạt hoặc màu của Euphorbia lactea , khi được ghép trên gốc ghép nhân giống nhân tạo của Euphorbia neriifolia và các mẫu vật được nhân giống nhân tạo của các giống Euphorbia 'Milii' khi chúng được buôn bán ở các lô hàng từ 100 cây trở lên và dễ dàng được nhận biết là mẫu vật được nhân giống nhân tạo thì không phải tuân theo các quy định của Công ước.